# Katarina Lazović
Katarina Nina Lazović, coniugata Dangubić (in serbo Катарина Лазовић?; Belgrado, 12 settembre 1999), è una pallavolista serba, schiacciatrice del VakıfBank.

## Carriera

### Club
La carriera di Katarina Lazović inizia nel Vizura di Belgrado, con cui debutta in Superliga nella Superliga 2014-15 e con cui in un quinquennio si aggiudica quattro campionati nazionali, due Coppe di Serbia e quattro Supercoppe serbe. Per l'annata 2019-20 si trasferisce in Polonia per disputare la Liga Siatkówki Kobiet nell'ŁKS, con cui firma un contratto biennale, per poi accasarsi, nella stagione 2021-22, alla Pro Victoria, club militante nella Serie A1 italiana.
Per il campionato 2022-23 si accasa al Beijing, nella Chinese Volleyball Super League e, al termine degli impegni con il club cinese, milita poi nel Çukurova per la seconda parte della Sultanlar Ligi. Nel campionato seguente indossa ancora la casacca del Beijing e, dopo la conclusione della Chinese Volleyball Super League, si lega ancora a un club del massimo campionato turco per il finale di stagione, accasandosi in questo caso al Galatasaray, dove resta anche nell'annata 2024-25.
Nella stagione 2025-26 si trasferisce al VakıfBank, sempre in Sultanlar Ligi.

### Nazionale
Nel 2014 viene convocata dalla nazionale under 19 con cui si aggiudica il campionato europeo di categoria; l'anno successivo, con la under 18 partecipa al campionato continentale under 18 2015 giungendo al secondo posto e venendo premiata come miglior schiacciatrice. Sempre nel 2015 si aggiudica l'argento al Festival olimpico della gioventù europea, rappresentando inoltre la Serbia come portabandiera nella cerimonia di apertura dei giochi.
Nel 2016, nuovamente in campo con l'under 19, ottiene nuovamente un argento e il titolo di miglior schiacciatrice agli Europei. Partecipa inoltre a due edizioni dei campionati mondiali under 20.
Sempre nel 2016 ottiene anche le prime convocazioni in nazionale maggiore, vincendo la medaglia d'oro ai campionati europei 2019, mentre nell'edizione successiva conquista l'argento. Nel 2022 ottiene la medaglia di bronzo alla Volleyball Nations League e l'oro al campionato mondiale, seguite dalla conquista dell'argento al campionato europeo 2023.

## Palmarès

### Club
- Campionato serbo: 4

2014-15, 2015-16, 2016-17, 2017-18
- Coppa di Serbia: 2

2014-15, 2015-16
- Supercoppa serba: 4

2014, 2015, 2017, 2018
- BVA Cup: 1

2024

### Nazionale (competizioni minori)
- Campionato europeo under 19 2014
- Campionato europeo under 18 2015
- Festival olimpico della gioventù europea 2015
- Campionato europeo under 19 2016

### Premi individuali
- 2015 - Campionato europeo under 18: Miglior schiacciatrice
- 2016 - Campionato europeo under 19: Miglior schiacciatrice
- 2024 - BVA Cup: MVP